# Belagerung von Syrakus (827–828)
Frühe Schlachten
Mu'ta – Tabūk – Dathin – Firaz
Arabische Eroberung der Levante
Qartin – Bosra – Adschnadain – Mardsch ar-Rahit – Fahl – Damaskus – Mardsch ad-Dibadsch – Emesa – Jarmuk – Jerusalem – Hazir – Aleppo
Arabische Eroberung Ägyptens 
Heliopolis – Alexandria – Nikiou
Umayyadische Eroberung Nordafrikas
Sufetula – Vescera – Karthago
Umayyadidische Invasion Anatoliens
 und Konstantinopels
Eiserne Brücke – Germanikeia – 1. Konstantinopel – Sebastopolis – Tyana – 2. Konstantinopel – Nikäa – Akroinon
Arabisch-byzantinischer Grenzkrieg
Kamacha – Kopidnadon – Krasos – Anzen und Amorion – Mauropotamos – Lalakaon – Bathys Ryax
Sizilien und Süditalien
1. Syrakus – 2. Syrakus – Feldzüge des Maniakes
Byzantinischer Gegenschlag
Marasch – Raban – Andrassos – Feldzüge des Nikephoros Phokas – Feldzüge des Johannes Tzimiskes – Orontes – Feldzüge Basileios’ II. – Azaz
Seeoperationen
Phoinix – Muslimische Eroberung Kretas – Thasos – Damiette – Thessalonike – Byzantinische Rückeroberung Kretas
Die Belagerung von Syrakus im Jahr 827–828 war der erste Versuch der Aghlabiden, die Stadt Syrakus auf Sizilien einzunehmen, damals eine byzantinische Provinz. Die aghlabdische Armee war erst wenige Monate zuvor auf der Insel gelandet, offiziell um den byzantinischen Rebellen Euphemios zu unterstützen. Nachdem sie die örtlichen Milizen besiegt und die Festung  Mazara eingenommen hatten marschierten sie auf Syrakus, das seit römischer Zeit die Hauptstadt der Insel gewesen war. Die Belagerung dauerte ein Jahr. Die Belagerer litten in dieser Zeit unter Nahrungsmangel, außerdem brach eine Epidemie aus, die das Leben des einen der beiden Generäle, Asad ibn al-Furat, forderte. Angesichts byzantinischer Entsatztruppen entschloss sich Muhammad ibn Abi'l-Jawari die Belagerung abzubrechen und sich nach Südwesten zurückzuziehen, den sie besetzt hielten. Von dort verfolgten sie das Ziel der arabischen Unterwerfung der Insel weiter. Nach einer weiteren, langen Belagerung in den Jahren 877–878 und dem Fall Taorminas 902 sollte dieses Ziel Wirklichkeit werden.